# Cải cách thời Vương Mãng
Cải cách thời Vương Mãng là cuộc cải cách kinh tế - xã hội do Vương Mãng – vua duy nhất của triều đại nhà Tân - đề xướng thực hiện trong thời gian cai trị Trung Quốc trong vòng 15 năm đầu thế kỷ 1 (8-23). Cuộc cải cách đã đề ra nhiều chính sách mới trong đời sống kinh tế - xã hội Trung Quốc đương thời, tuy nhiên vì không phù hợp với hoàn cảnh hiện tại và không thực tế nên cuối cùng đã thất bại hoàn toàn cùng sự sụp đổ của triều đại nhà Tân và cái chết của Vương Mãng.

## Bối cảnh cuối thời Tây Hán

### Chính trị
Cuối thế kỷ 1 TCN, nhà Tây Hán suy yếu nghiêm trọng, các vua Thành Đế và Ai Đế cùng thích hưởng lạc tửu sắc và qua đời khá sớm, và đều không có con nối. Trong hoàn cảnh đó, triều thần lập những người họ hàng trong hoàng tộc lên thay và mỗi lần có vua mới là một lần các họ ngoại thích bước vào chính trường, tham gia việc triều đình. Quá trình đấu tranh giành quyền lực giữa các họ ngoại thích xảy ra trong gần 20 năm cuối cùng đã đưa Vương Mãng, ngoại thích cùng họ của Hán Nguyên Đế, loại trừ các họ Đinh, Phó, Vệ nắm lấy quyền nhiếp chính, thao túng các vua nhỏ, điều hành triều đình nhà Hán.
Đến năm 8 SCN, Vương Mãng phế truất vua Tây Hán cuối cùng là Nhũ Tử Anh lên làm hoàng đế, lập ra nhà Tân.

### Kinh tế
Những mâu thuẫn xã hội trong thời Tây Hán đã rất trầm trọng. Từ thời Hán Vũ Đế, triều đình đã đặt ra rất nhiều loại thuế để tận thu ngân sách. Triều đình độc quyền kinh doanh những ngành công nghiệp lớn như đúc tiền, đúc sắt, nấu muối (trước đây 2 ngành đúc sắt và nấu muối cho tư nhân kinh doanh và có lợi lớn). Do có quy định trẻ con từ 3 tuổi trở lên đã phải thu thuế thân nên nhiều nhà xảy ra hiện tượng giết trẻ con để tránh thuế.
Ngay cả những ngành công nghiệp quy mô dù nhỏ hơn, triều đình cũng giành lấy độc quyền. Do đó, triều đình cần rất nhiều nhân công. Trong hoàn cảnh đó, nhiều người chuyển sang nghề cho vay nặng lãi hoặc kinh doanh điền sản; giai cấp địa chủ lớn phát triển mạnh. Trong khi đó, nhân dân có nhiều người bị khánh kiệt, phải sống lang thang hoặc bán mình làm nô tỳ
Trong thời gian làm nhiếp chính, Vương Mãng đã tỏ ra là người quan tâm tới đời sống của nhân dân để lấy lòng thiên hạ và những chính sách đó tỏ ra rất đắc nhân tâm:
1. Quan và dân nếu đi phục dịch trong quân đội thì được phát vật tư tiêu dùng không phải mua sắm;
2. Nơi nào thu thuế quá định mức phải bồi hoàn.
3. Xây nhiều nhà cho những người dân chạy nạn đói đến cư trú. Những nơi bị thiên tai được miễn thuế

Những chính sách của Vương Mãng rất được lòng người và tạo bàn đạp cho việc đảo chính giành ngôi nhà Hán.
Sau khi lên ngôi vua nhà Tân, hai nội dung cải cách lớn nhất của Vương Mãng là cải cách cải cách kinh tế và cải cách về hành chính.

## Khái quát về cải cách kinh tế
Vương Mãng mang hoài bão phục cổ, tái tạo nền văn minh cổ xưa, xây dựng một thế giới lý tưởng. Ông đã thực hiện hàng loạt cải cách ảnh hưởng toàn diện đến xã hội Trung Quốc khi đó. Vương Mãng thành tâm muốn phục cổ, vì ông xem xã hội cổ đại mà sách kinh điển của Nho gia đã miêu tả, là mục tiêu có thể thực hiện được.
Năm 9, Vương Mãng ban hành cải cách. Các chính sách chủ đạo của Vương Mãng là.
1. Chế độ "vương điền": Đất đai thuộc sở hữu của triều đình, tư nhân không được phép mua bán. Phân phối lại ruộng đất, không có tá điền, trên nguyên tắc mỗi cặp vợ chồng được chia 100 mẫu[7]
2. Chấm dứt chế độ nô lệ, chấm dứt mua bán nô tỳ, đổi gọi nô tỳ là tư thuộc. Lao động bắt buộc: người vô công rỗi nghề mỗi năm phải nộp 1 tấm vải, nếu không đóng được thì bị phạt phải đi lao động khổ sai
3. Cải cách tiền tệ; thiết lập chế độ vay lãi: những khoản vay dùng vào việc tang lễ, cúng bái thì không phải trả lãi. Thực thi chế độ chuyên doanh: chính quyền trung ương chuyên doanh rượu, muối và đồ sắt;
4. Thực hiện chính sách kinh tế có kế hoạch, giá cả do triều đình khống chế nhằm ngăn chặn con buôn thao túng thị trường, loại trừ hiện tượng có người giàu người nghèo.
5. Thuế thu nhập thu theo công thức "thập nhất" (1/10) đối với người tự do kiếm sống như kinh doanh công thương, kiếm bắt hái lượm trong rừng, săn bắt cá, bói toán, chữa bệnh, chăn tằm…

Chủ trương tổng quát của Vương Mãng là muốn hướng tới một xã hội thái bình, "chợ không nói thách, quan không kiện tụng, xóm làng không đạo tặc, đồng quê không người đói, ngoài đường không ai nhặt của rơi…"

## Kết quả thực thi cải cách kinh tế

### Vấn đề ruộng đất
Tuy có ý tưởng tốt về việc hạn chế người sở hữu quá nhiều ruộng đất nhưng về cơ bản chính sách của Vương Mãng lại trái với quy luật của thực tế khách quan của sự phát triển xã hội nên rất khó thực hiện.
Điều cốt lõi của chế độ "vương điền" là biến xã hội tư hữu về ruộng đất của giai cấp địa chủ thành sở hữu của nhà nước phong kiến, là một bước lùi trong lịch sử. Bởi vì tính chất chuyên chính của giai cấp địa chủ trong nhà nước phong kiến sẽ quyết định hình thức sở hữu ruộng đất. Đó là một thực tế khách quan không thể thay đổi. Hơn thế nữa, chính sách này lại động chạm đến gần như cả xã hội:
1. Đối với các địa chủ lớn nhỏ: nó đụng chạm rất nhiều đến lợi ích của người có nhiều ruộng đất trong xã hội phong kiến khiến họ tìm cách che giấu, phân tán và chống đối; tính tư hữu đã ăn sâu trong tư tưởng họ qua nhiều thế hệ.
2. Với người nông dân: những hứa hẹn ban đầu về ruộng đất có thể khiến họ phấn chấn nhưng sau đó hiệu quả thực thi không có khiến họ trở nên phẫn nộ.

Việc cấm mua bán đất đai đã đi ngược lại quy luật khách quan của xã hội vốn không tuỳ thuộc vào ý muốn chủ quan của người cầm quyền.

### Vấn đề nô tỳ
Vương Mãng đơn giản coi nô tỳ là tư thuộc, ngăn cản việc mua bán, đảm bảo cho nông thôn có sức lao động để triều đình không bị thất thu. Trên thực tế nô tỳ không được khôi phục tự do, vĩnh viễn làm vật phụ thuộc trong nhà một chủ, còn không bằng trước đây, khi họ có thể bị bán và hy vọng có chủ mới tốt hơn. Ngoài ra, Vương Mãng lại không hề đề ra biện pháp nào để ngăn chặn việc những người nông dân bị bần cùng hoá cũng sẽ phải trở thành nô tỳ. Chính vì vậy, những người nô tỳ khá dửng dưng với quy định này của triều đình vì nó vô thưởng vô phạt với họ.
Một mặt, Vương Mãng ra quy định cấm mang vợ con người khác bán làm nô tỳ, mặt khác ông lại dựa vào điển tích cổ mà quy định rằng: ai phạm lệnh cấm sẽ bị sung làm nô tỳ. Các chủ nô thì bị động chạm lợi ích nên tìm cách chống đối. Mặt khác, chính bản thân họ cũng có nguy cơ bị trở thành nô tỳ nếu phạm lệnh cấm, do đó số người phản đối ngày một nhiều.
Năm 21, có tới hơn 10 vạn người vì tội đúc tiền lậu bị sung làm nô tỳ, phải đi làm khổ sai. Do lao dịch cực nhọc, hơn 60% trong số họ đã chết. Chính sách nô tỳ của Vương Mãng không hề giải phóng được cho thân phận người nghèo khổ, mà còn có nguy cơ làm gia tăng thêm thành phần này trong xã hội.

### Vấn đề tiền tệ
Cải cách về tiền tệ gây nhiều hỗn loạn nhất trong xã hội Trung Quốc đương thời. Ngay năm 7, trước khi giành ngôi nhà Hán, Vương Mãng đã hạ lệnh cải cách tiền tệ.
Khởi điểm, Vương Mãng chủ định mô phỏng theo chế độ đồng tiền mẹ - đồng tiền con của nhà Chu. Sau đó, ông không chú ý tới tiền Ngũ thù phát hành thời Hán Vũ Đế - đến khi đó đã lên tới 20 tỷ lưu thông trong xã hội - lại tiếp tục ban hành ra nhiều loại tiền mới nữa, thiếu hẳn sự tin dùng của người dân. Tiền mới nhẹ hơn tiền cũ khuyến khích người ta đúc tiền giả. Tiền lưỡi cuốc có hoa văn mạ vàng là sở hữu triều đình, Vương Mãng ra lệnh từ liệt hầu trở xuống không được trữ vàng - ai có vàng phải báo quan để đổi. Điều đó khiến các địa chủ nhỏ, trung bình và thương nhân rất bất mãn.
Sang năm 9, ông lại thay đổi: nhất loạt bỏ hết tiền Ngũ thù, khế đao, thác đao mà đúc tiểu tiền nặng 1 thù để thay thế. Để ngăn nạn đúc tiền lậu, ông ra lệnh cấm nhân dân đốt lò nấu đồng. Vì vậy, kim loại phải nộp cho triều đình mà triều đình lại chỉ ban ra những đồng tiền kém giá trị so với trước, tài sản xã hội bị cướp về tay triều đình. Nhân dân đã quen dùng tiền ngũ thù, không quen tiền nhất thù nên càng bất mãn hơn.
Vương Mãng tiếp tục cải cách tiền tệ và lần thứ 3 càng gây hỗn loạn hơn. Năm 10, ông hạ lệnh gọi hoá tệ là "bảo hoá", chia thành 5 vật, 6 tên, 28 phẩm. Năm vật là 5 nguyên liệu làm ra tiền: vàng, bạc, đồng, mai rùa, vỏ ốc. Sáu tên là 6 tên gọi các loại tiền: hoàng kim, ngân hoá, quy tệ, bối tệ, bố hoá, hoá tuyền (đồng là nguyên liệu chủ yếu). Hai mươi tám phẩm tức là 28 loại phẩm cấp của tiền. Ông không nghĩ rằng tiền càng phức tạp thì nhân dân càng khó sử dụng. Sau khi bị nhân dân tẩy chay, triều đình bắt đầu áp dụng hình phạt khắt khe: 
| “ | Ai cố dùng tiền Ngũ thù sẽ bị đày ra biên cương; một nhà đúc tiền lậu thì 5 nhà xung quanh chịu liên đới và bị sung làm nô tỳ. | ” |

Cực đoan hơn, Vương Mãng còn ra quy định bất kỳ ai ra đường cũng phải mang theo "bố tiền", nếu không thì bị xem là thiếu chứng minh hợp pháp: các lữ quán, bến đò không nhận khách không mang theo bố tiền; các quan khi ra vào cung điện cũng phải mang theo bố tiền. Khi tiền tệ trở thành một thứ giấy thông hành thì tác dụng lưu thông của nó cũng không còn.
Do những trở ngại từ phản ứng trong xã hội, sau cùng Vương Mãng buộc phải hạ lệnh chỉ giữ lại hai loại tiền: loại nhỏ trị giá 1 và loại lớn trị giá 50, còn lại bỏ hết các loại tiền khác.
Sang năm 14, ông ra lệnh cải cách tiền tệ lần thứ 4, lại tuyên bố bỏ cả hai loại tiền lần trước, ban hành tiền mới gồm hai loại to, nhỏ: hoá bố nặng 25 thù và hoá tuyền nặng 5 thù. Vương Mãng cho rằng quyền lực là vạn năng, thích gì đổi đó nên làm xã hội bị hỗn loạn, đời sống người dân bị điêu đứng.

### Việc quản lý giá cả thị trường
Vương Mãng thực hiện chính sách kinh tế có kế hoạch, giá cả do triều đình khống chế nhằm ngăn chặn con buôn thao túng thị trường và loại trừ hiện tượng có người giàu người nghèo.
Vương Mãng xuống chiếu thi hành "Ngũ quân lục quản", tại những thành lớn như Trường An, Lạc Dương, Hàm Đan, Lâm Tri, Uyển thành, Thành Đô… có một tổ chức gọi là Ngũ quân ty thị sư để quản lý thị trường, gồm 5 Giao dịch thừa và 1 Tiền phủ thừa. Những người hoạt động thủ công nghiệp và thương mại phải báo cáo việc kinh doanh. Vào giữa mỗi quý sẽ có quan Ty thị vật giá đi bình xét ở địa phương, gọi là "thị bình". Nếu vật giá cao hơn "thị bình" quan Ty thị sẽ bán ra theo giá thị bình; nếu vật giá thấp hơn thị bình thì dân chúng được phép mua bán tự do. Những mặt hàng nhu yếu phẩm như ngũ cốc, vải vóc nếu bị ế ẩm thì Ty thị sẽ mua theo giá vốn.
Vương Mãng muốn triều đình khống chế giá cả để làm lợi cho dân, về xuất phát điểm là tích cực. Nếu thực thi tốt sẽ làm lợi cho cả nhân dân và triều đình. Tuy nhiên, điều kiện lúc đó không cho phép áp dụng chính sách này một cách đúng nghĩa của nó.
Tiền đề để áp dụng "Ngũ quân" là triều đình phải nắm trong tay một lượng thương phẩm và tiền tệ đủ khống chế tình hình và có những biện pháp quản lý đủ sức mạnh. Do không có đủ hai điều kiện đó, Vương Mãng chỉ có thể dựa vào các thương gia giàu có để thực hiện và việc bổ nhiệm nhân sự không thoả đáng đã làm sai chệch mục tiêu ban đầu. Ông cho những thương gia giàu có giữ chức Lục quản như Vương Tôn Đại Khanh, Trương Trường Thúc, Tiết Tử Trọng… Những người này đều lợi dụng chức vụ để thao túng thị trường, câu kết với các thương nhân tuỳ ý định giá để làm giàu khiến những nhà giàu càng giàu thêm còn nhân dân càng bị bần cùng.

### Việc thu thuế và vay vốn
Đối với người tự do kiếm sống như kinh doanh công thương, kiếm bắt hái lượm trong rừng, săn bắt cá, bói toán, chữa bệnh, chăn tằm… đều thu 10%. Ai cố ý giấu giếm không khai báo sản phẩm kiếm được sẽ bị phạt làm lao động khổ sai 1 năm. Đối với ruộng đất chưa khai phá, chưa có sản phẩm thì cứ 3 người phải đóng thuế 1 người.
Với vấn vay vốn và thu thuế thu nhập và lãi doanh thu đều là 10% trên lãi ròng, nhưng thời điểm thế kỷ 1 chưa có lực lượng kỹ thuật để phục vụ ý tưởng đó, trong khi việc tính toán liên quan đến giá thành lại rất phức tạp. Đội ngũ nhân sự đương thời chưa đủ khả năng áp dụng và thực thi chính sách do Vương Mãng ban hành, trong khi ông chỉ trông vào mệnh lệnh hành chính, giao cho cấp dưới thực hiện khá máy móc. Vì vậy đã xảy ra sự chống đối của nhân dân.
Vương Mãng có phần hà khắc với những người lao động nghèo khổ. Bản thân họ không có ruộng đất, phải vào rừng, ra sông mưu sinh từng bữa nhưng cũng phải nộp thuế là một gánh nặng, khiến họ tuyệt đường sinh sống.
Năm 18, Đại tư mã tư doãn Phí Hưng phân tích rằng: 
| “ | Triều đình thực hành lục quản, thu thuế rừng, thuế rạch sông là tranh miếng ăn cả với người dân nghèo khổ. Mấy năm nay lại hạn hán, trăm họ khốn cùng, lấy gì mà sống? Như thế buộc họ làm liều, sẽ cùng nhau làm phản! | ” |

## Cải cách hành chính
Vương Mãng rất câu nệ việc phục cổ, muốn tất cả phải phù hợp với ý nghĩa cổ, nhằm khôi phục lại diện mạo thời cổ. Ông ra lệnh thay đổi tên gọi các địa phương theo ý thích, bất kể thói quen nhiều đời và điều kiện vật chất ở các nơi đó. Không chỉ như vậy, ông còn ra lệnh điều chỉnh khu vực hành chính và chức năng quyền hạn của các đơn vị hành chính.
Mặc dù mỗi lần thay đổi là tạo ra nhiều rắc rối, nhưng Vương Mãng vẫn tiếp tục thay đổi nhiều lần. Có quận trong vòng 1 năm đổi tên tới 5 lần, cuối cùng lại dùng tên cũ ban đầu. Không chỉ nhân dân mà ngay cả quan lại cũng không nhớ hết tên các địa phương. Mỗi lần ban chiếu thay đổi, lại phải chú thích tên cũ ở bên dưới tên mới. Sách Hậu Hán Thư còn ghi một đoạn chiếu thư của Tân Đế vương Mãng:
| “ | Chiếu thư này ra lệnh cho Đại doãn Thái uý Trần Lưu: cắt phần đất phía nam của Ích Tuế giao cho Tân Bình, mà Tân Bình nguyên là Hoài Dương. Cắt phần đất ở phía đông Ung Bình giao cho Trần Định, mà Trần Định nguyên là quận Lương. Cắt phần đất phía đông Phong Khâu giao cho Trị Đình, mà Trị Đình nguyên là Đông quận. Cắt phần đất phía tây của Trần Lưu giao cho Kỳ Tuỵ, mà Kỳ Tuỵ nguyên là Vinh Dương… | ” |

Đối với các chức danh, tên gọi, Vương Mãng cũng muốn thay đổi theo cách gọi của thời cổ đại: "Thái thú" gọi là "Đại doãn" rồi "Tiền đội đại phu", "Quận Uý" thì gọi là "Thuộc chính"; "Đại tư nông" đổi gọi là "Hi hoà", "Nạp ngôn"; "đại lý" đổi thành "sĩ", "thiếu phụ" gọi là "cộng công"… Ngoài ra, ông còn thêm một số chức danh như: Đại tư mã Tư doãn, Đại tư đồ Tư trực, Đại tư không Tư nhược…. Sự phức tạp của tên gọi hành chính khiến tất thảy quan lại và dân chúng đều chán ghét.

## Bãi bỏ muộn màng
Ngoài những chính sách mất lòng dân, Vương Mãng còn gây hấn với các ngoại tộc Hung Nô, Cao Cú Ly và người Khương ở phía tây. Việc động binh liên miên để gây chiến khiến nhân dân nổi dậy phản kháng khắp cả nước.
Năm 22, các phong trào nổi dậy đã quá lớn, sắp áp sát kinh thành, liệu thế khó dùng sức để trấn áp, Vương Mãng vội cử các đại phu chia nhau đi khắp các quận huyện, tuyên bố bãi bỏ hết các pháp lệnh cải cách đã ban bố trước đây. Nhưng lúc đó việc ban hành lệnh bỏ đã quá muộn, không dập được ngọn lửa chiến cháy dữ dội.
Tháng 10 âm lịch năm 23, quân khởi nghĩa Lục Lâm tiến vào Trường An, Vương Mãng bị giết. Nhà Tân sụp đổ.

## Nguyên nhân thất bại
Đến nay còn các ý kiến khác nhau về cuộc cải cách thời Vương Mãng.
Có ý kiến cho rằng: Vương Mãng theo đuổi một cuộc cải cách toàn diện, trời long đất lở. Thế kỷ 19 mới xuất hiện chủ nghĩa xã hội (đương nhiên là chủ nghĩa xã hội không tưởng), nhưng ở Trung Quốc ngay từ thế kỷ 1 đã xuất hiện ý tưởng đó.
Theo Lâm Kiến Anh: Những cải cách của Vương Mãng chỉ nhằm củng cố chế độ thống trị của mình, chèn ép bóc lột nhân dân lao động nhằm thoả mãn tham vọng cá nhân....
Theo ý kiến của Tiêu Lê, các cải cách kinh tế - xã hội của Vương Mãng không những không mang lại hiệu quả làm đất nước giàu mạnh, ổn định trật tự xã hội mà ngược lại đã phản tác dụng. Những chủ trương đó phần thì không thực tế, phần thì đụng chạm lớn đến quyền lợi của giai cấp địa chủ, phần thì gây nhiều xáo trộn trong xã hội, nên không thi hành được. Những mâu thuẫn trong xã hội chẳng những không giải quyết được mà càng gay gắt thêm. Vương Mãng chịu ảnh hưởng sâu sắc của tư duy Nho giáo khuôn sáo cổ hủ, mang tư tưởng chỉ đạo đó vào thực tế một cách rất chủ quan và mù quáng. Cải cách chế độ là thực tế khách quan, đòi hỏi người lãnh đạo phải suy tính thấu đáo nhưng Vương Mãng đã áp dụng vào thực tế bằng những tư duy rất chủ quan của mình. Điều đó khiến cải cách của ông bị thất bại hoàn toàn. Tiêu Lê kết luận: Vương Mãng cải cách toàn bộ, bằng những lời lẽ phỉnh phờ lừa dối nhân dân, lừa dối lịch sử và cuối cùng bị lịch sử trừng phạt.
Theo ý kiến của Cát Kiếm Hùng, Vương Mãng thành tâm muốn cải tổ. Một mặt, ông đề ra những yêu cầu không phù hợp với thực tế và cao hơn cả quy định của pháp luật ("chợ không nói thách, quan không kiện tụng…") mà trên thực tế những mục tiêu đó không thể làm được. Mặt khác, những việc làm của ông buộc bầy tôi noi theo, nhưng những yêu cầu cao như vậy khiến mọi người không đáp ứng nổi… Mặc dù có những ý tưởng lớn lao nhưng cuộc cải cách của Vương Mãng không thực tế khiến nó không thể đi đến thành công. Các cải cách của ông nhằm đạt đến mục tiêu hoàn mỹ và ông không ngần ngại động chạm đến tất cả mọi người, điều đó bị đánh giá là rất cực đoan mà Vương Mãng mắc phải. Vương Mãng chẳng những muốn làm hoàng đế mà còn muốn làm một nhà cải cách, muốn làm một thánh quân. Vì ông không biết hoặc cơ bản không nghĩ rằng xã hội đó chẳng qua là lý tưởng của Nho gia và chưa bao giờ thành hiện thực. Vương Mãng trước sau vẫn rất nhiệt tình tiến hành cải cách theo quan điểm phục cổ một cách ngoan cường mà cũng chính vì vậy mà ông đi vào tuyệt lộ. Mục tiêu thoát ly hiện thực đó đã đưa ông đến một kết thúc bi kịch…
Lệnh bãi bỏ cải cách mà ông ban ra (năm 22) mong cứu vãn tình thế nhưng đã quá muộn và không giúp gì được. Phong trào khởi nghĩa nổ ra khiến nhà Tân sụp đổ cùng thất bại hoàn toàn của cuộc cải cách do ông đề xướng thực hiện.